# Tetratheca spenceri
Tetratheca spenceri är en tvåhjärtbladig växtart som beskrevs av R.Butcher & Cockerton. Tetratheca spenceri ingår i släktet Tetratheca och familjen Elaeocarpaceae. Inga underarter finns listade i Catalogue of Life.